# Cenicienta (Prokófiev)

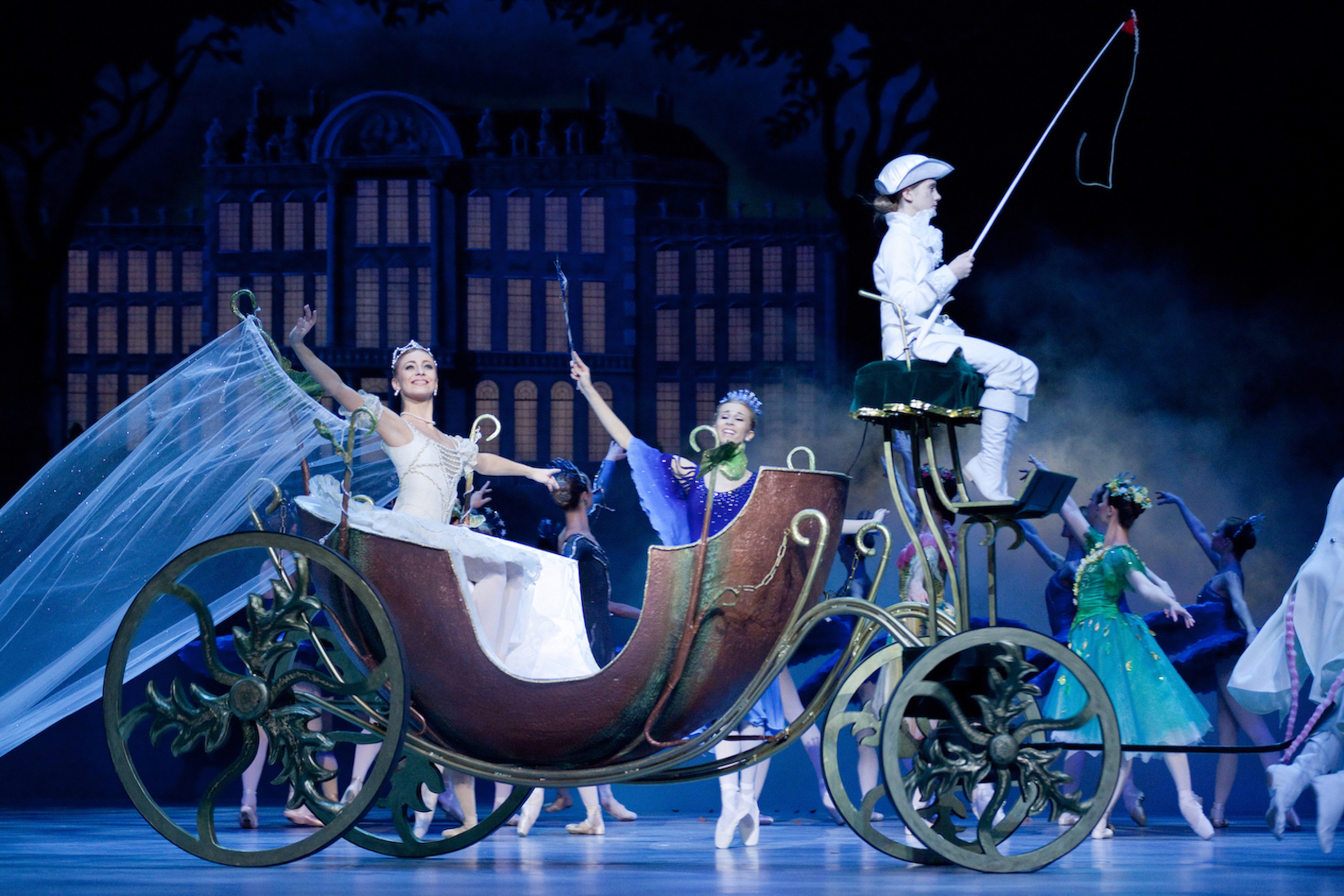
"Cinderella" por Frederick Ashton en el Polish National Ballet.Bailarinas: Aleksandra Liashenko & Anna Lorenc, año 2010.

Cenicienta (en ruso: Золушка, Zólushka; en francés: Cendrillon) op. 87 es un ballet compuesto por Serguéi Prokófiev con escenario de Nikolái Vólkov. Es una de sus composiciones más populares y melodiosas, y ha inspirado a un gran número de coreógrafos desde sus inicios. La pieza la compuso entre 1940 y 1944. A mitad de camino, Prokófiev se detuvo para escribir su ópera Guerra y paz. El estreno de Cenicienta fue dirigido por Yuri Fayer el 21 de noviembre de 1945 en el Teatro Bolshói, con coreografía de Rostislav Zajárov y Galina Ulánova en el papel principal. 

## Versiones existentes
Actualmente, existe una versión de La Cenicienta realizada por la compañía LaMov. Es la primera vez que esta compañía se enfrenta a un ballet y así se puede ver una pieza clásica en este repertorio. Se destaca la forma en la que se unen la narración de Perrault con la partitura de Prokófiev, y la escenografía realizada por Pepe Cerdá, junto con la coreografía de Víctor Jiménez, director de LaMov. Principalmente quisieron realizar una propuesta artística mezclando literatura, música, pintura y danza, para plantear una reflexión sobre la naturaleza humana y la búsqueda íntima de la felicidad, concluyendo que no siempre se halla donde se la pretende.
Además, en esta versión los personajes principales que son conocidos encarnan valores y contravalores de nuestra sociedad, al mismo tiempo que narran y bailan el devenir de la historia.
De este modo, va trascurriendo el argumento de la Cenicienta y con sus movimientos, hablan de la soledad, del amor, de la esperanza, de la envidia, empatía y solidaridad, del afán de superación personal, y finalmente, de la búsqueda de uno mismo. Todo ello buscado siempre a través del baile, la fantasía y la ilusión.
Otras versiones destacables fueron en 1901, la Royal Ópera de Berlín representó una nueva versión de este ballet con música de Johann Strauss hijo. Más tarde, en  1938 Michael Fokine estrenó este ballet en Londres con música de Frederic dÉrlanger e interpretado por los Ballets Russes de Monte Carlo del Coronel de W. de Basil.

## Argumento
Este ballet está dividido en dos actos, en el primero se presenta una Cenicienta entregada a un destino sin esperanza, sometida a la envidia de sus hermanastras y vencida ante la ira y la soberbia de una madrastra que proyecta en sus hijas sus deseos frustrados de alcanzar el reconocimiento social y la opulencia mediante la conquista de un príncipe.
Más tarde, ilusionada con asistir a su primer baile, se cierra el primer acto de la Cenicienta, en el que ella esta ilusionada con la promesa de disfrutar, por tiempo limitado, de su felicidad. En ese baile aparece el príncipe, que le declara su amor; pero el tiempo transcurre y Cenicienta debe volver a su realidad, dejando un zapato como prueba de que lo vivido no ha sido un sueño. 
Como mencionan: “Érase una vez…” Así comienza la mayoría de los cuentos clásicos que todos conocemos. Con “… fueron felices y comieron perdices” suelen terminar. ¿Pero es cierto que así es la vida? El descubrimiento de caminos alternativos hacia la plenitud personal pone fin a esta propuesta artística de LaMov.
Por otro lado, las pinturas fueron realizadas por Pepe Cerdá para ambientar esta versión de La Cenicienta. Así se reconocen estos lienzos realistas en los que se percibe la casa que limpia la protagonista, el baile con todo su esplendor o el mundo que recorre el príncipe.
De este modo, el autor permite plasmar la época y trasladar al público estos atardeceres, con la gran fiesta y buscando la felicidad del cuento.